# Margaret Bourke-White

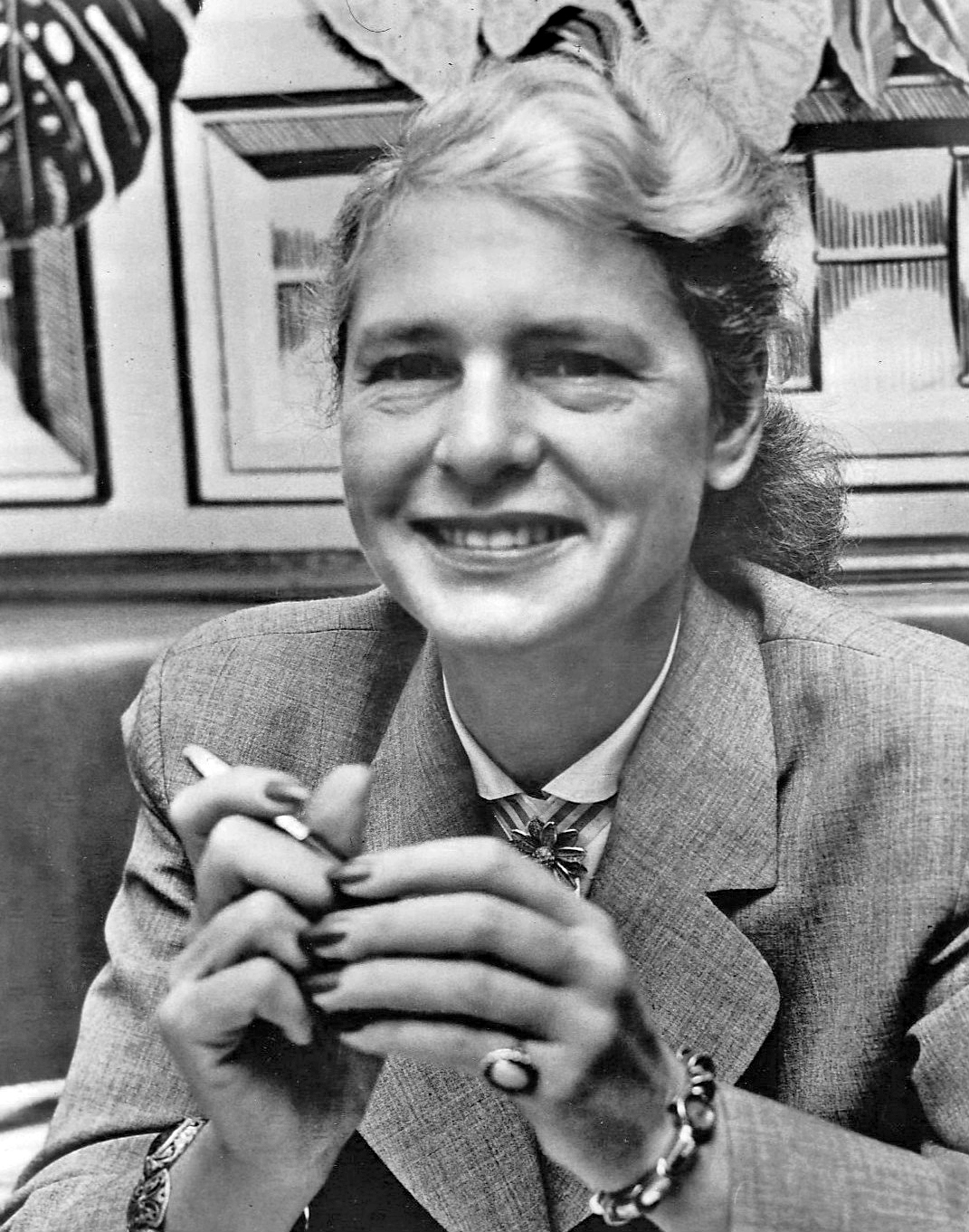
Margaret Bourke-White anlässlich des Interviews der Fernsehsendung Person to Person, Bureau of Industrial Service, Young & Rubicam, 29. August 1955

Margaret Bourke-White (* 14. Juni 1904 in New York; † 27. August 1971 in Stamford, Connecticut) war eine US-amerikanische Fotoreporterin. Sie war als Lieutenant Colonel die erste Kriegsberichterstatterin der US-Streitkräfte und gegen Ende des Zweiten Weltkriegs Fotografin der United States Army Air Forces (USAAF). Eines ihrer Bilder, The Living Dead of Buchenwald (deutsch: Die lebenden Toten von Buchenwald), zählt zu den berühmtesten Ikonen des 20. Jahrhunderts.

## Leben

### Jugend
Margaret Bourke-White wurde als Tochter der römisch-katholischen Minnie Bourke und des nicht praktizierenden Juden Joseph White in der Bronx, New York geboren. Sie hatte eine ältere Schwester, Ruth White, und einen jüngeren Bruder, Roger White.
Bourke-White erhielt eine damals für Mädchen noch nicht übliche Ausbildung an einem College. Im Alter von 20 Jahren heiratete sie Everett Chapman, von dem sie sich zwei Jahre später scheiden ließ.

### Architektur- und Industriefotografie
Nach Beendigung ihres Studiums 1927 eröffnete sie ihr erstes Fotostudio in Cleveland, Ohio und begann ihre Karriere als Architektur- und Industriefotografin. Ihre spektakulären Aufnahmen von Industrieanlagen stellten einen neuen und vielbeachteten fotografischen Zugang zur rasanten Wirtschaftsentwicklung der Vereinigten Staaten dar.

### Fotojournalismus

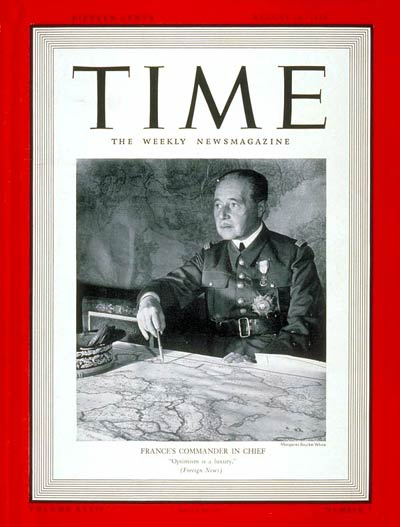
Der französische General Maurice Gamelin auf dem Cover des Time-Magazins, 14. August 1939

Bald erhielt sie Aufträge renommierter Zeitschriften. Die von ihr fotografierten Brücken und Stahlfabriken illustrierten 1930 die Titelstory der Erstausgabe von Fortune, deren Mitherausgeberin sie war. 1931 eröffnete sie ihr Fotostudio im New Yorker Chrysler Building.
1930 reiste sie zum ersten Mal in die Sowjetunion, die gerade dabei war, die Industrialisierung voranzutreiben. Es entstanden Bilder, die gigantische Bauprojekte (Fabriken und Kraftwerke) festhalten, aber auch die einfachen, ausgebeuteten Arbeiter nicht aussparten. Während der 1930er Jahre machte sie unter anderem Fotoreportagen über die I.G. Farben und die Werften in Hamburg sowie über die Großbaustelle der sowjetischen Industriestadt Magnitogorsk im westlichen Sibirien.
Auch in der ersten Nummer des Life-Magazins vom November 1936, dessen Gründungsmitglied Bourke-White war, lieferte sie das Titelbild und die Titelstory über den Staudammbau des Fort Peck Lake in den USA. Neben Walker Evans und W. Eugene Smith gehört Bourke-White zu den Pionieren des Foto-Essays.
Auch sie selbst wurde durch ihren extravaganten Lebensstil und ihr energisches Auftreten zum Objekt der Medien und zu einem Typenmodell für die moderne, emanzipierte Frau.
1937 erschien ihr gemeinsam mit dem Schriftsteller Erskine Caldwell erstellter Bildband über die Lebensbedingungen der Feldarbeiterinnen und Feldarbeiter im Süden der USA (Dust Bowl), die in dieser Zeit von einer extremen Dürrewelle in ihrer Existenz gefährdet waren. You Have Seen Their Faces gilt als eines ihrer wichtigsten Werke. 1939 heiratete sie Caldwell, von dem sie sich 1942 wieder scheiden ließ.
1938 brach sie zu einer Europareise auf und arbeitete an einem Bildbericht über die Sudetenkrise in der Tschechoslowakei.

### Zweiter Weltkrieg
1941 ging sie für Life nach Moskau. Während des deutschen Überfalls auf die Sowjetunion war sie die einzige westliche Fotoreporterin in der Stadt und dokumentierte vor allem die deutschen Luftangriffe auf die sowjetische Hauptstadt. Sie wurde der erste weibliche Kriegsberichterstatter der US-Armee, unter anderem in England, Nordafrika und Italien.
Als Fotografin der United States Army Air Forces (USAAF) reiste sie mit General George S. Patton durch Deutschland und war bei der Befreiung des Konzentrationslagers Buchenwald und des Zwangsarbeitslagers Leipzig-Thekla anwesend. Ihr Bild Die lebenden Toten von Buchenwald von 1945 ist eine der berühmtesten Fotografien des 20. Jahrhunderts. Sie porträtierte auch viele Prominente wie Franklin D. Roosevelt, Josef Stalin, Winston Churchill oder Marlon Brando.

### Nachkriegsjahre
Im Herbst 1945 erhielt sie von der USAAF den Auftrag, die Zerstörungen deutscher Städte mit Luftbildern zu dokumentieren.
1946 fotografierte sie für Life eines ihrer bekanntesten Bilder, ein inszeniertes Porträt von Mahatma Gandhi am Spinnrad. In den Folgejahren dokumentierte Margaret Bourke-White die Teilung Indiens und später den Koreakrieg. Sie bereiste auch Südafrika während der Apartheid.

### Späte Jahre

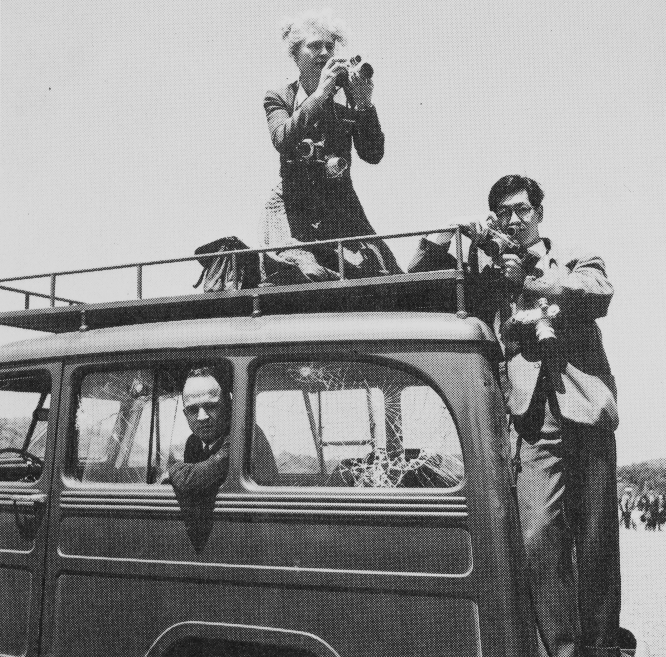
Margaret Bourke-White und Miki Jun während des 1.-Mai-Zwischenfalls 1952 in Tokio

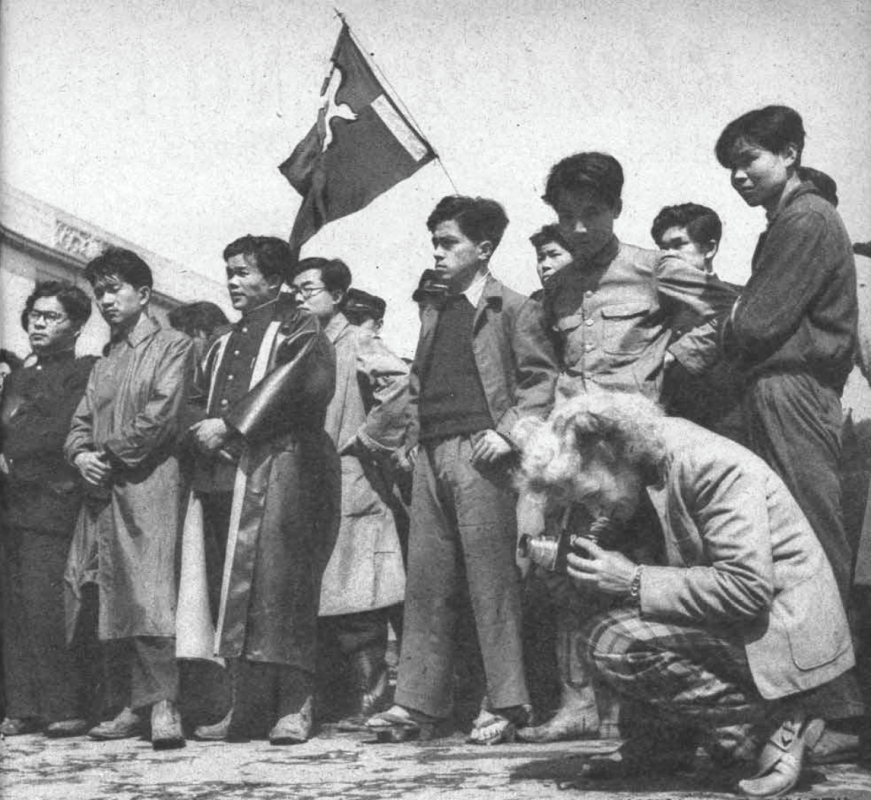
Margaret Bourke-White fotografiert am 1.-Mai-Zwischenfall1952 in Tokyo, Foto: Miki Jun

Mitte der 1950er Jahre erkrankte Bourke-White an der Parkinson-Krankheit und musste ihre Arbeit mehr und mehr einschränken. Ihr Leben war so reich an außergewöhnlichen Ereignissen, dass ihre 1963 erschienene Autobiographie über Wochen hinweg auf der Bestsellerliste der New York Times rangierte.  1971 starb sie an den Folgen der Parkinson-Krankheit.

## Werke  (Auswahl)

### Reportagen
- The Story of Steel, 1928
- Eyes on Russia, 1931
- You Have Seen Their Faces, 1937
- North of the Danube, 1939
- Say, Is This the USA, 1941
- Shooting the Russian War, 1942
- They Called It "Purple Heart Valley, 1944
- Dear Fatherland, Rest Quietly, 1946
- Half Way to Freedom: A Report on the New India, 1949
- Interview with India, 1950
- A Report on the American Jesuits, 1956
- Portrait of Myself, 1963

### Fotogalerie mit Reportagebildern

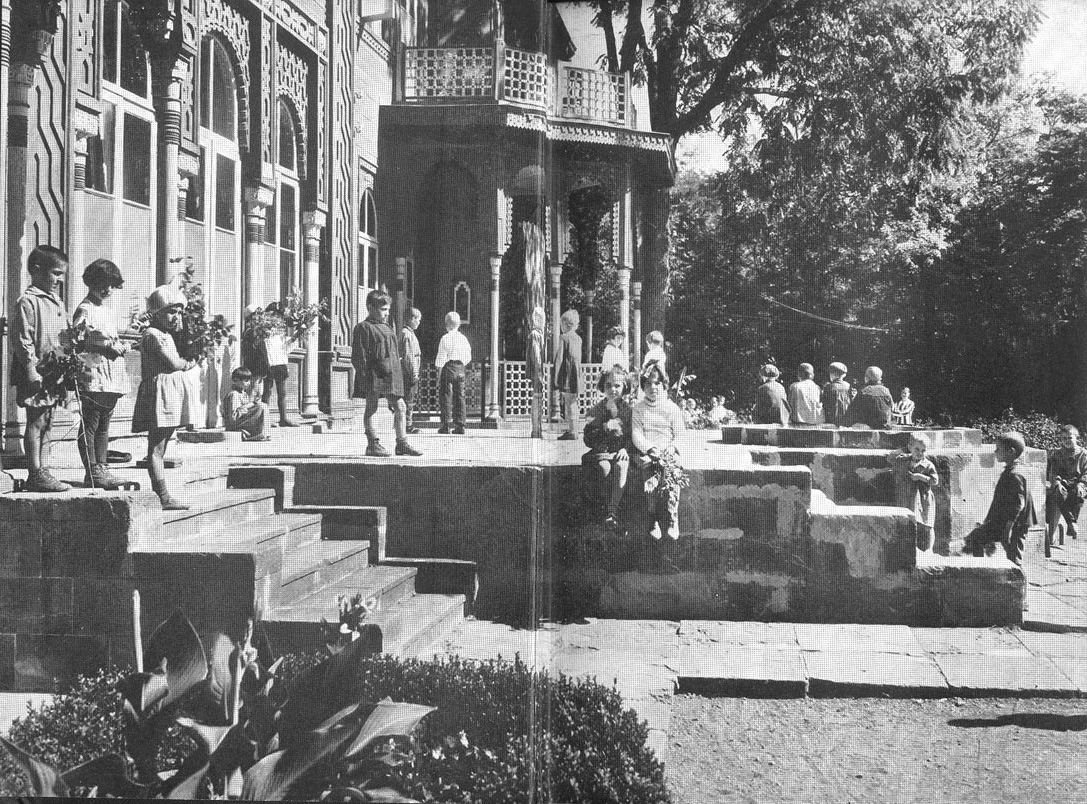
Kinder in einem Erholungsheim in Georgien, Entstehungsjahr nicht bekannt
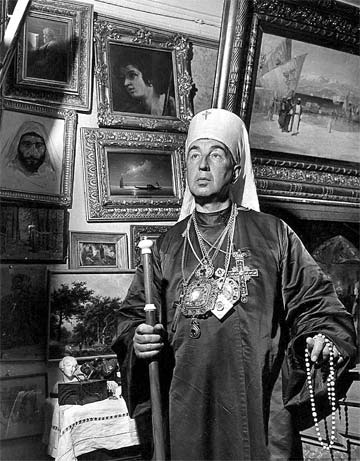
Alexander Wwedenski, 1941
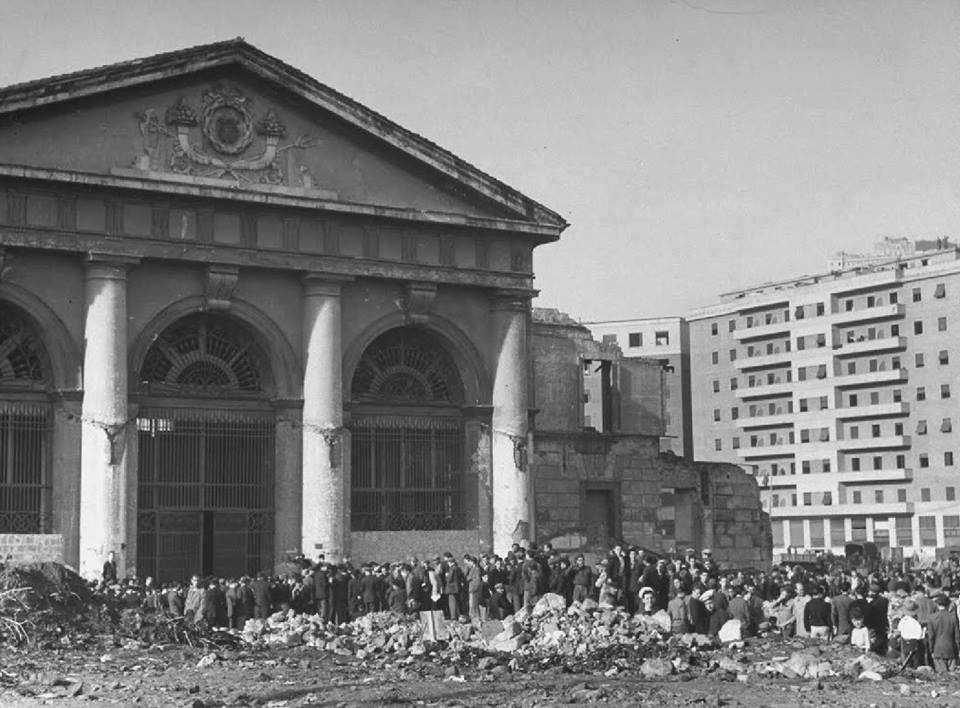
Gran Dogana Marittima, Neapel, 1943
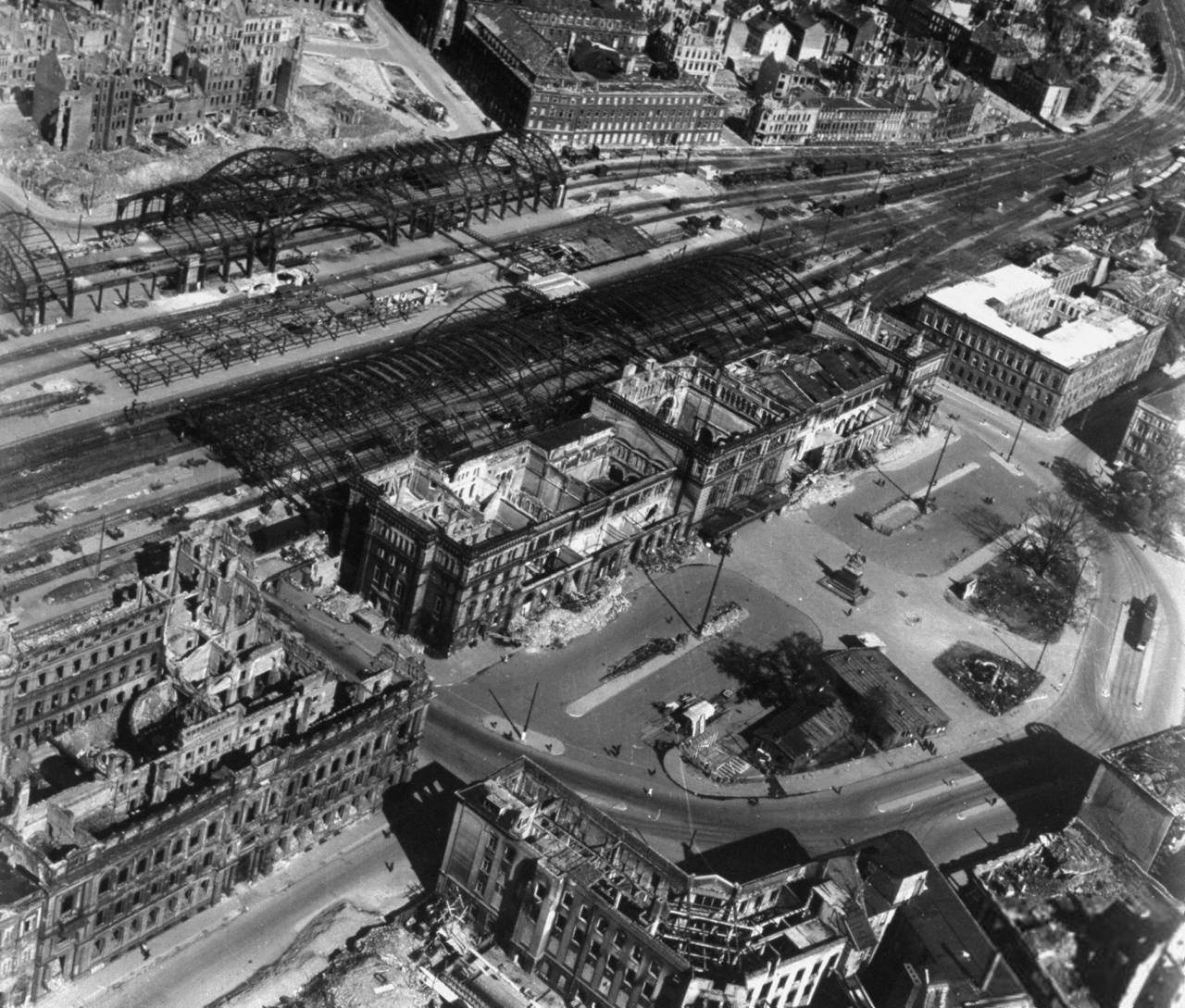
Bahnhof Hannover, nach den Luftangriffen, 1945
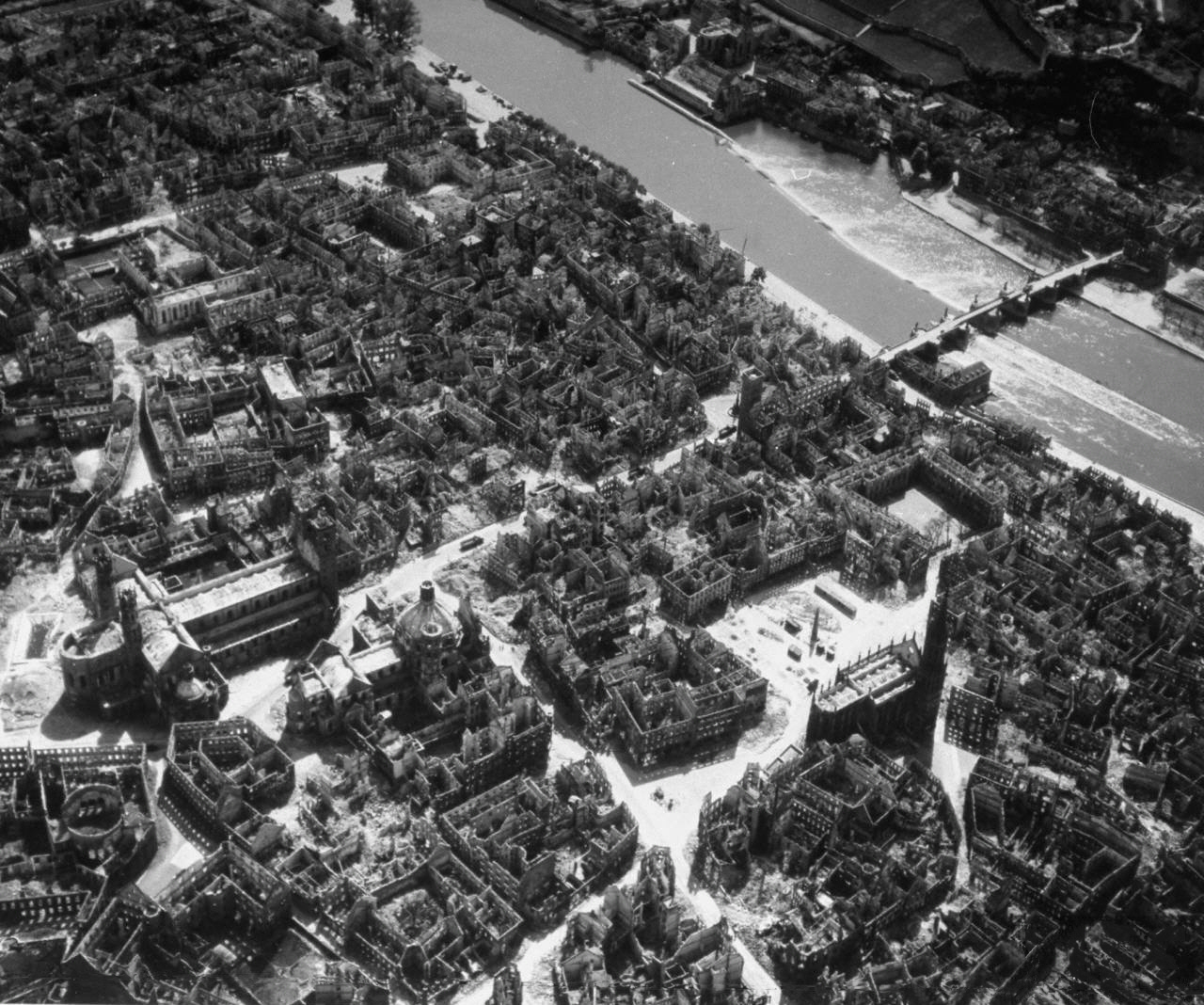
Zerstörtes Würzburg, 1945
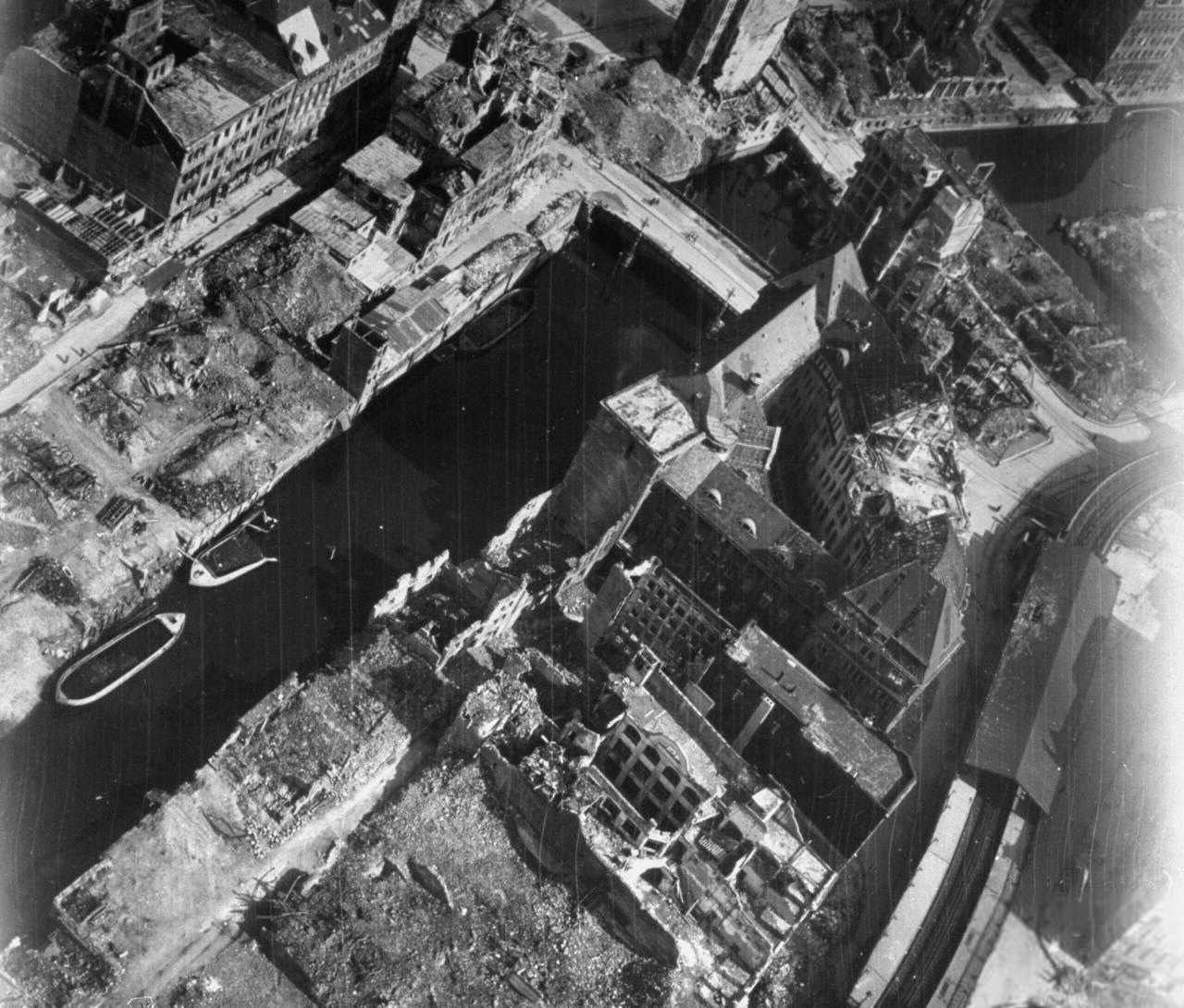
Zerstörter Rödingsmarkt, Hamburg, 1945
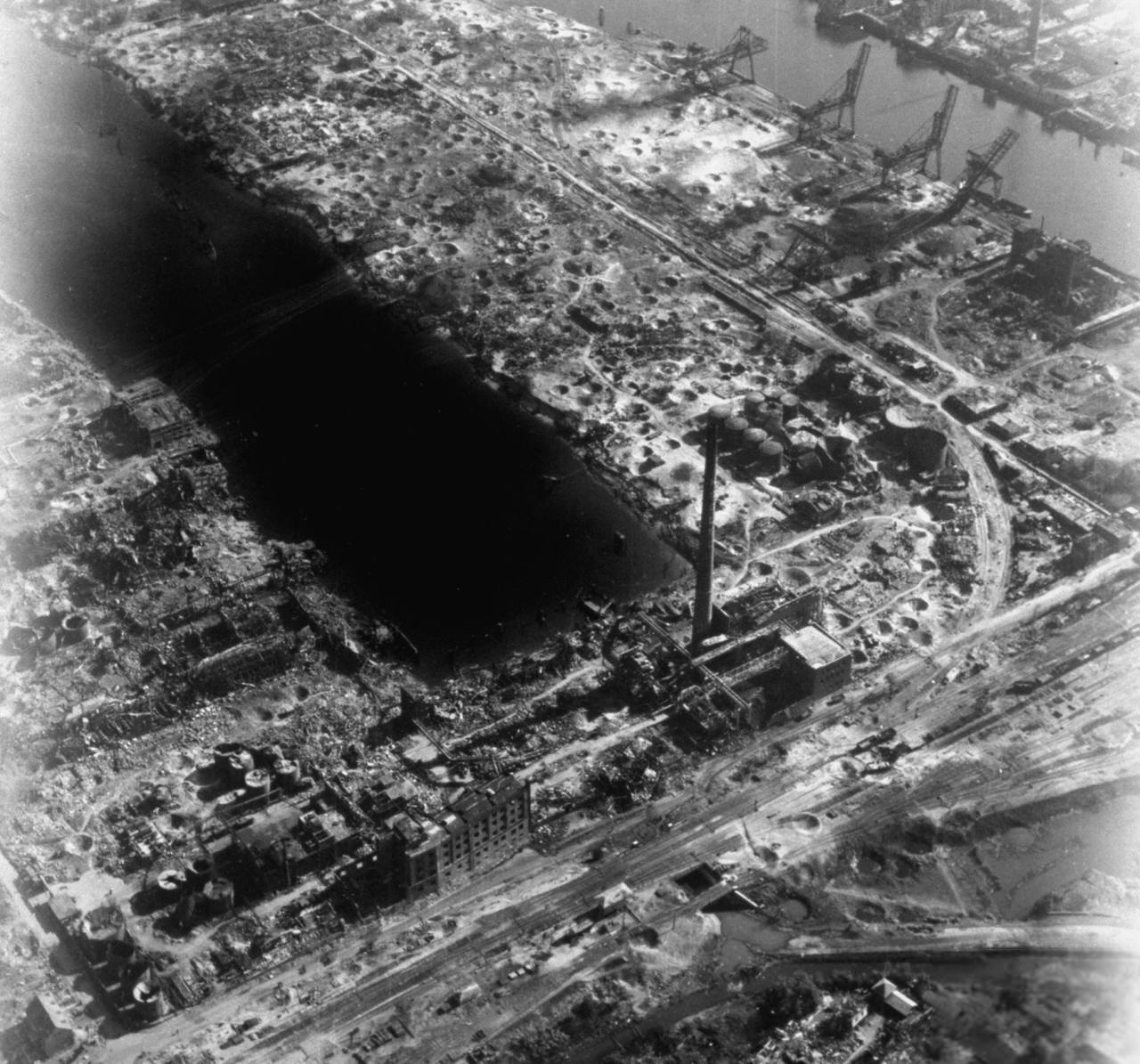
Durch Luftangriffe der USAAF zerstörte Mineralölindustrie im 3. Seehafen Hamburg-Harburg, Herbst 1945
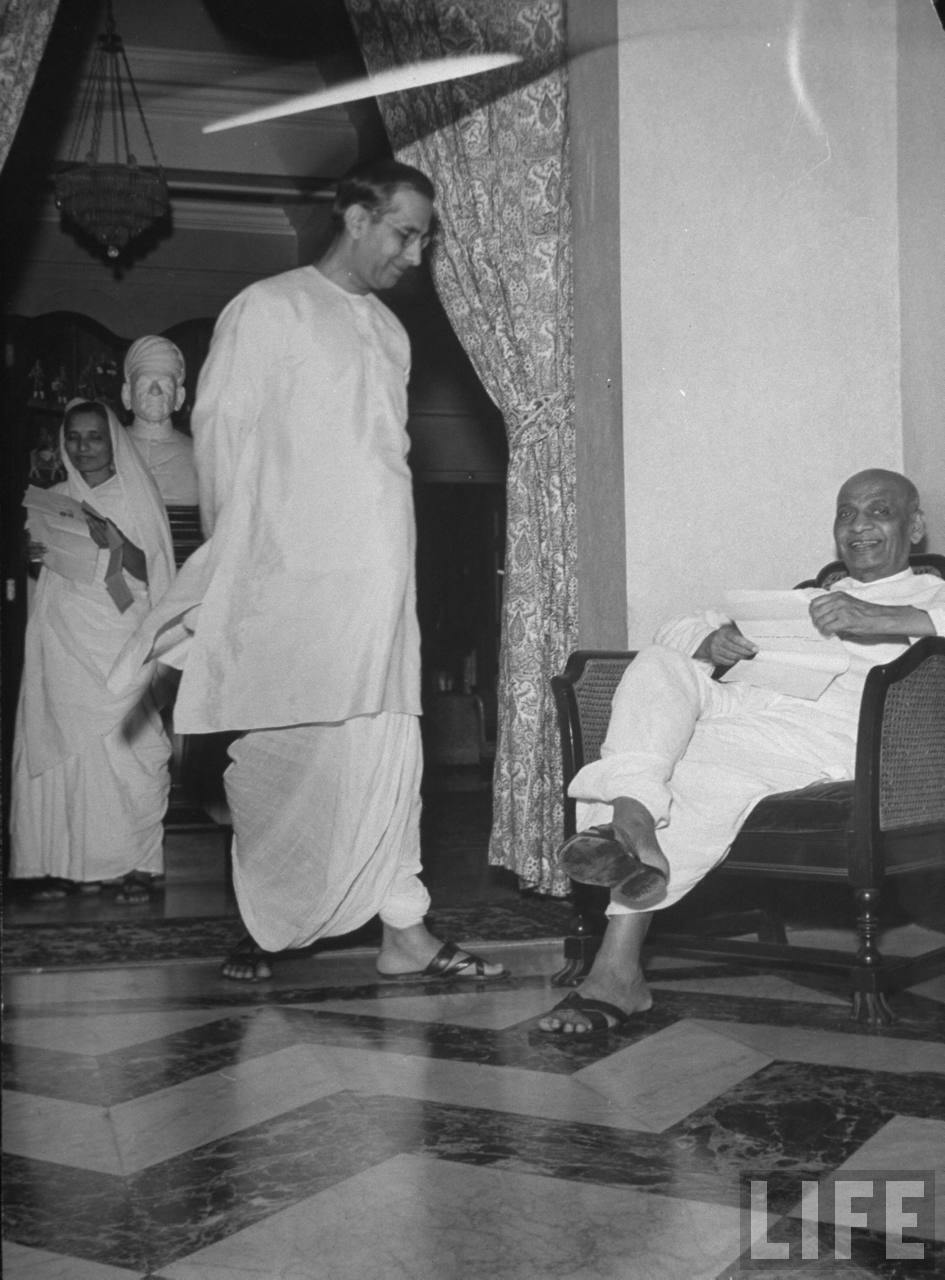
Der indische Industrielle G. D. Birla (l.) unterhält sich mit seinem Besucher Vallabhbhai Patel. Im Hintergrund ist Patels Tochter Manibehn Patel, 1946

## Ausstellungen
- Russian Photographs, American Russian Institute, New York, 1931
- Little Carnegie Playhouse, New York, 1932
- Art Institute of Chicago, 1956
- Bourke-White’s People, Syracuse University, New York, 1966
- Witkin Gallery, New York. Carl Seinbab Gallery, Boston, 1971
- Cornell University, Ithaca, New York, 1972
- University of California, Santa Clara, 1974
- Allen Frumkin Gallery, New York. Robert Schoelkopf Gallery, New York, 1975
- The Early Years, Washington Public Library, New York, 1975
- Syracuse University, New York. Witkin Gallery, New York, 1978
- The Humanitarian Vision, Joe and Emily Lowe Gallery, Syracuse University, New York, 1983
- The Humanitarian Vision, Tournee durch 20 Städte Europas 1984–1985
- The Humanitarian Vision, Kunsthaus Zürich, 1985
- Margaret Bourke-White. Moments in History. Photographs 1930–1945, Martin-Gropius-Bau, Berlin, und Kunstfoyer der Versicherungskammer Bayern, München 2013

## Sammlungen
Margaret Bourke-Whites Werke sind heute wichtiger Bestandteil folgender Sammlungen:
- Brooklyn Museum
- Cleveland Museum of Art
- Museum of Modern Art (MoMA) in New York
- Library of Congress in Washington, D.C.

Ihr Nachlass wird von der Syracuse University, New York verwaltet.

## Auszeichnungen
- Ehrendoktor: Rutgers University, 1948
- Ehrendoktor University of Michigan (Ann Arbor), 1951
- Achievement Award: Reise und Freizeit, 1963
- Honor Roll Award: American Society of Media Photographers, 1964

Sie wurde außerdem vom National Women’s History Project ausgezeichnet.

## Film
In Biopic über Gandhi (1982) spielte Candice Bergen die Fotografin Margaret Bourke-White.
1989 wurde Bourke-White in dem Fernsehfilm Double Exposure: The Story of Margaret Bourke-White (deutscher Titel: …und ihr Traum wird wahr)  von Farrah Fawcett porträtiert.